# Hans-Peter Steinacher
Hans-Peter Steinacher, né le 9 septembre 1968 à Zell am See, est un skipper autrichien. 

## Carrière
Hans-Peter Steinacher participe aux Jeux olympiques de 2000 à Sydney  et aux Jeux olympiques d'été de 2004 dans l'épreuve du Tornado. Il remporte la médaille d'or lors des deux éditions avec son coéquipier Roman Hagara.